# Ke (kana)
け in hiragana o ケ in katakana è un kana giapponese e rappresenta una mora. La sua pronuncia è /kɛ/. Essi derivano dai kanji 計 e 介.
| Forma                    | Rōmaji     | Hiragana                   | Katakana                   |
| ------------------------ | ---------- | -------------------------- | -------------------------- |
| Normale k- (か行 ka-gyō) | ke         | け                         | ケ                         |
| Normale k- (か行 ka-gyō) | kei kee kē | けい, けぃ けえ, けぇ けー | ケイ, ケィ ケエ, ケェ ケー |
| dakuten g- (が行 ga-gyō) | ge         | げ                         | ゲ                         |
| dakuten g- (が行 ga-gyō) | gei gee gē | げい, げぃ げえ, げぇ げー | ゲイ, ゲィ ゲエ, ゲェ ゲー |

## Scrittura

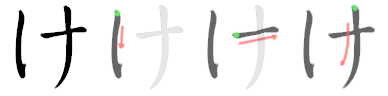
Stile di scrittura di け

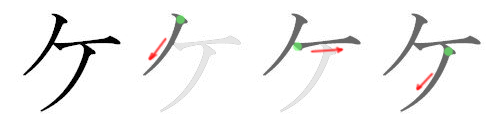
Stile di scrittura di ケ

## Rappresentazione in altri sistemi di scrittura
Nel linguaggio Braille giapponese, け o ケ è rappresentato come:
| ●  | ●  |
| ●  | － |
| － | ●  |

Il Codice Wabun per け o ケ è －・－－.

## Piccolo ke
ヶ (chiamato anche 小さいケ abbreviato in "piccolo ke") è un carattere kana giapponese poco conosciuto.
È un'abbreviazione del kanji 箇 usato come contatore. Si pronuncia "ka" o "ga", non "ke" o "ko". La regola di pronuncia è che se usato in una parola come contatore, come 1ヶ月 (ikkagetsu, "un mese"), si pronuncia "ka". Se fosse un toponimo come 青木ヶ原 (Aokigahara), si pronuncerebbe "ga". Può anche essere un contatore, dove generalmente verrà pronunciato ka, come in 三ヶ日 (Mikkabi, nome di luogo, "tre giorni").
Non è correlato al carattere katakana ケ (abbreviazione di 介), ma ヶ a volte è scritto con il carattere ケ più grande.
Sebbene assomigli al carattere katakana ke (ケ), si pronuncia ka (a volte ko) quando specifica un contrassegno (o ga quando specifica una congiunzione), ma non ke.
Quando usato come contrassegno, a volte si usano al suo posto i caratteri katakana カ o ヵ. Quando usato come contrassegno ma pronunciato ko, a volte si usa al suo posto il katakana コ (principalmente nella scrittura informale).
Per inciso, "～ヶ原" (gahara) significa "campo di -" e appare occasionalmente in alcuni luoghi del Giappone.
Quando viene utilizzato come congiunzione 〜が〜 (~-ga-~), ha lo stesso significato di 〜の〜 (~-no-~), che è più comune nel giapponese moderno ed è comunemente utilizzato nei toponimi, sebbene raro nelle parole di uso quotidiano.
Anche una versione più grande (ケ) viene utilizzata allo stesso modo, ma viene utilizzata solo nei nomi delle strutture, come 鎌ケ谷 (Kamagaya).